# Oksowski
Oksowski (russisch Оксовский) ist eine Siedlung städtischen Typs in Nordwestrussland. Der Ort gehört zur Oblast Archangelsk und hat 2051 Einwohner (Stand 14. Oktober 2010). Er befindet sich im Rajon Plessezk.

## Geographie
Oksowski befindet sich am rechten Ufer der Onega, etwa 215 Kilometer südlich der Oblasthauptstadt Archangelsk. Die nächstgelegene Stadt Plessezk liegt etwa 223 Kilometer nordöstlich von Okrowski und ist zugleich administratives Zentrum des Rajon.

## Geschichte
Oksowski entstand 1961 als Arbeitssiedlung für die ansässigen Forstindustrie, nahe der bereits zuvor bestehenden Eisenbahnstation Nawolok, die damals Teil der Saoneschski Eisenbahn war. Mit der Erschließung großer Bauxitvorkommen nahe der entstehenden Siedlung Sewerooneschsk, wurde die Bahnstrecke von Nawolok ausgehend Anfang der 1970er Jahre über die Onega verlängert. Seit 2004 ist Oksowski Zentrum der Stadtgemeinde Oksowskoje, die neben Oksowski 16 weitere Orte umfasst.

## Einwohnerentwicklung
Die folgende Übersicht zeigt die Entwicklung der Einwohnerzahlen von Oksowski.
| Jahr | Einwohner |
| ---- | --------- |
| 1970 | 4.497     |
| 1979 | 8.479     |
| 1989 | 2.887     |
| 2002 | 2.207     |
| 2010 | 2.051     |

Anmerkung: Volkszählungsdaten

## Wirtschaft
Der wichtigste Wirtschaftszweig der Siedlung ist die Holzindustrie.